# When Ladies Meet (1941)
When Ladies Meet is een Amerikaanse dramafilm uit 1941 onder regie van Robert Z. Leonard.

## Verhaal
De jonge schrijfster Mary Howard werkt aan een roman over een driehoeksverhouding. Ze voelt zich aangetrokken tot haar uitgever. Haar aanstaande echtgenoot Jimmy Lee besluit de verloving te verbreken. Hij stelt haar voor aan de vrouw van de uitgever zonder te zeggen wie ze is.

## Rolverdeling
| Acteur           | Personage        |
| ---------------- | ---------------- |
| Joan Crawford    | Mary Howard      |
| Robert Taylor    | Jimmy Lee        |
| Greer Garson     | Claire Woodruff  |
| Herbert Marshall | Rogers Woodruff  |
| Spring Byington  | Bridget Drake    |
| Rafael Storm     | Walter Del Canto |
| Mona Barrie      | Mabel Guiness    |
| Max Willenz      | Pierre           |
| Florence Shirley | Janet Hopper     |
| Leslie Francis   | Homer Hopper     |